# ङ
Cette page contient des caractères spéciaux ou non latins. S’ils s’affichent mal (▯, ?, etc.), consultez la page d’aide Unicode.
ङ, appelé nga et transcrit ṅ, est une consonne de l’alphasyllabaire devanagari.

## Représentations informatiques
Ses Unicode sont :
| formes | représentations | chaînes de caractères | points de code | descriptions                                     |
| ------ | --------------- | --------------------- | -------------- | ------------------------------------------------ |
| pleine | ङ               | ङ                     | U+0919         | lettre devanagari nga                            |
| morte  | ङ               | ङ◌्                    | U+0919 U+094D  | lettre devanagari nga, symbole devanagari virama |